# Associazione Italiana Calciatori
L'Associazione Italiana Calciatori, in breve Assocalciatori o siglato AIC, è un'organizzazione che fornisce tutela e assistenza ai giocatori militanti nelle varie divisioni del campionato italiano di calcio.
In ragione di ciò è anche definita colloquialmente "sindacato dei calciatori".
Fondata il 3 luglio 1968, ha sede a Vicenza.
Fino al 2000 essa ha federato i soli calciatori militanti nelle leghe professionistiche, dopodiché ha esteso la propria competenza anche al dilettantismo.

## Storia
L'Associazione Italiana Calciatori nasce ufficialmente a Milano, nello studio del notaio Barassi, il 3 luglio 1968: l'atto costitutivo viene firmato dal giornalista sportivo Luigi Cecchini e dai calciatori Giacomo Bulgarelli, Sandro Mazzola, Gianni Rivera, Ernesto Castano, Giancarlo De Sisti, Giacomo Losi, Carlo Mupo, Giorgio Sereni, Gianni Corelli e Sergio Campana. Quest’ultimo, che un anno prima aveva lasciato il calcio giocato per esercitare la professione di avvocato, diviene il primo presidente dell'Associazione e lo rimarrà per 43 anni.
L'idea di costituire l‘associazione nasce dall'esigenza di fornire tutele di tipo sindacale alla figura del calciatore in quanto lavoratore, al tempo ancora non ben delineata, e di proporsi come interlocutore verso Federazione e Leghe.
Inizialmente l'AIC raccoglie solamente i calciatori di serie A e B, successivamente è stata integrata anche la serie C (1971) e la serie D (1973). Uno dei primi obiettivi dell'AIC è proprio il riordino delle categorie inferiori, ove i giocatori erano etichettati come "semiprofessionisti", vale a dire atleti con tutti gli obblighi del professionista, ma con uno status giuridico di dilettante. Sarà l’AIC infatti a ottenere la ristrutturazione dei campionati che scinde la C in C1 e C2: la serie D passa così nei dilettanti e nel 1981 esce dall'Associazione.
Il 22 luglio 1983 a Roma viene trovato un accordo con FIGC e Leghe che prevede l'immediata revoca del "tetto agli ingaggi".
Nel 1981 viene emanata la legge 91, che regola i rapporti tra società e sportivi professionisti e che riconosce lo status di lavoratore dipendente ai calciatori. L’AIC otterrà poi il riconoscimento del diritto d'immagine, l'abolizione del vincolo, la previdenza, la creazione del fondo di fine carriera, la firma contestuale, l'accordo collettivo, l'indennità di mancata occupazione e il fondo di garanzia.
Dal 1997 l'Assocalciatori organizza ogni anno il “Gran Galà del calcio AIC”, un evento durante il quale vengono assegnati una serie di premi ai migliori calciatori del campionato italiano e votato dai calciatori stessi.

## Presidenti
| Anni        | Presidente       |
| ----------- | ---------------- |
| 1968 - 2011 | Sergio Campana   |
| 2011 - 2020 | Damiano Tommasi  |
| 2020 -      | Umberto Calcagno |

## Cronologia
Si riporta cronologia.
3 luglio 1968
- nasce l'Associazione Italiana Calciatori;

10 maggio 1969
- abrogazione con effetto retroattivo della norma che permette alle società di ridurre del 40% gli emolumenti ai calciatori che non abbiano raggiunto un numero minimo di presenze in gare di campionato (20 per la A e 24 per la B);

28 aprile 1971
- creazione di una "Commissione paritetica" (5 rappresentanti delle società e 5 dei calciatori) per la regolamentazione dei rapporti tra calciatori e società. La commissione ha inoltre il compito di concordare i minimi di stipendio;

giugno 1971
- inserimento di un rappresentante dei calciatori nel "Fondo di assistenza" della Figc;

febbraio 1973
- esce il primo numero de "Il Calciatore", organo ufficiale dell'Aic;

14 giugno 1973
- emanazione della legge n.366 che estende ai calciatori della Serie A, B, e C la previdenza e l'assistenza ENPALS. Per i giocatori di Serie D sprovvisti di assistenza per legge, l'assistenza è posta a carico della società.

15 giugno 1973
- svincolo per morosità (dopo tre mesi di ritardo nel pagamento degli stipendi);
- svincolo per il riscatto del "cartellino";
- svincolo per riqualificazione a dilettante.

31 luglio 1973
- abolizione del tetto massimo sugli stipendi;
- possibilità di tesseramento in serie C dei professionisti (accordo in esecuzione a decorrere dalla stagione sportiva 1974/75);

settembre 1973
- riconoscimento del diritto al riposo settimanale;
- abolizione della norma che vieta ai calciatori di allontanarsi dalla residenza senza autorizzazione della società;
- riduzione al 10% dell'importo massimo di multa irrogabile direttamente dalla società (prima era il 20% dello stipendio);

1º gennaio 1974
- riconoscimento del diritto d'immagine del calciatore e cioè la possibilità di sfruttamento commerciale della propria immagine (decorrenza dal 1º ottobre 1974);
- possibilità per i calciatori tesserati come professionisti di rifiutare sempre e comunque il trasferimento (prima non potevano rifiutare il trasferimento a società di Serie A o B);
- abrogazione della norma che impedisce il trasferimento in costanza di "inadempienze" economiche del calciatore nei confronti della società cedente;
- diritto per i calciatori che non abbiano raggiunto l'accordo economico con la propria società allo stipendio minimo se si mettono a disposizione della società, e al 50% del minimo se rifiutano le prestazioni sportive;
- obbligo per le società di allenare i calciatori in ambiente idoneo e confacente alla dignità professionale;
- diritto di ottenere una copia del contratto al momento della sottoscrizione;
- obbligo per le società di trasmettere una copia del contratto, con la ratifica della Lega, entro 15 giorni dal ricevimento;
- abrogazione della norma che punisce le "richieste illecite" dei calciatori in ordine ai compensi;
- abrogazione della norma che rende passibile di sanzioni disciplinari chi abbia sospeso le prestazioni in dipendenza del mancato o ritardato pagamento degli emolumenti da parte della società (riconoscimento implicito del diritto di sciopero);
- abrogazione della norma che consente alle società di sospendere automaticamente i compensi in caso di squalifica dei calciatori.

1º giugno 1974
- obbligatorietà dell'assicurazione complementare contro gli infortuni anche per i calciatori semiprofessionisti di C e D.

3 dicembre 1974
- firma dell'accordo per la creazione del "Fondo di Accantonamento indennità di fine carriera" per i calciatori di Serie A, B e C. La normativa andrà in vigore dal 1º gennaio 1975.

22 maggio 1975
- abrogazione del limite di tesseramento di 3 calciatori oltre i 28 anni in Serie C e D.

luglio 1975
- viene creata la rete regionale dei Fiduciari Aic.

3 e 9 maggio 1977
- abolizione del "calciomercato" con una precisa normativa che impone lo svolgimento delle trattative nelle sedi federali o delle società (operativa dal giugno '77);
- obbligatorietà della pronuncia della Commissione Disciplinare per l'irrogazione al calciatore della sanzione della sospensione dell'attività superiore ai 10 giorni;
- possibilità del cambio di status da dilettante a professionista nel corso della stagione sportiva
- obbligatorietà della firma del padre per il tesseramento dei calciatori minorenni.

11 maggio 1978
- introduzione della "firma contestuale" per l'accettazione dei trasferimenti da parte dei calciatori (normativa in vigore dal 1978/79 per la campagna trasferimenti di luglio 1978)
- introduzione di rappresentanti dell'Aic nei collegi Controversie Economiche delle due Leghe.

1º luglio 1978
- abolizione della qualifica di semiprofessionista e riconoscimento come "professionisti" per tutti i calciatori dalla A alla C2.

4 luglio 1978
- il Pretore Costagliola, su esposto dell'avvocato Campana, invia i carabinieri al Leonardo da Vinci dove si sta svolgendo il "mercato". (Da qui si arriverà in seguito alla legge sul professionismo sportivo del 23.3.81, n. 91).

19 marzo 1979
- introduzione della nuova normativa per la tutela sanitaria del calciatore.

7 settembre 1979
- modifica dello svincolo per morosità. Il calciatore potrà sospendere le prestazioni sportive in caso di mancato pagamento di due mensilità consecutive e ottenere a fine stagione lo svincolo e il pagamento degli arretrati;
- riconoscimento del diritto automatico del minimo di stipendio per i giocatori privi di contratto;
- possibilità di trasferimento fino al 31 ottobre dei calciatori al minimo di stipendio (liste lunghe);
- obbligatorietà della firma dei contratti prima dell'inizio dell'attività ufficiale;
- aumento del 23% dei minimi di stipendio;
- obbligo per le società di dare notizia dell'avvenuta inclusione in lista di svincolo dei giocatori.

14 ottobre 1980
- possibilità di attuare la procedura di svincolo per morosità dopo un solo mese di ritardo del pagamento;
- abolizione del tesseramento di "dilettanti" per le squadre di Serie C1 e C2 che potranno pertanto tesserare solo professionisti;
- abrogazione della normativa che impone l'obbligo per i calciatori di fissare la residenza nel luogo prescelto dalla società.

23 marzo 1981
- emanazione della legge n.91 (Qualificazione giuridica del calciatore ed abolizione del vincolo).

8 luglio 1981
- firma del primo Accordo Collettivo e del contratto tipo.

23 luglio 1981
- firma della convenzione per la pubblicità tra Aic e Leghe.

28 ottobre 1981
- liquidazione da parte della Figc, attraverso un intervento straordinario della Commissione di Assistenza (in totale L.347.000.000), dei crediti dei calciatori di tre società alle quali era stata revocata l'affiliazione.
- svincolo per morosità: perdita del diritto all'indennità di preparazione e promozione da parte della società morosa.

7 maggio 1982
- svincolo per morosità (la richiesta di risoluzione del contratto da parte dei calciatori in regime di vincolo vale anche come richiesta di svincolo)
- possibilità di stipula del primo contratto professionistico da parte dei calciatori al compimento del 16º anno di età;
- obbligatorietà del contratto da professionisti per i giovani di serie che disputino un minimo di 10 gare in Serie B e 8 in A.

7 ottobre 1982
- svincolo per morosità anche per i calciatori al minimo di stipendio.

26 ottobre 1982
- riconoscimento del diritto alla "indennità di mancata occupazione" per i calciatori a fine contratto (a partire dalla stagione sportiva 1983/84).

1º giugno 1983
- creazione della categoria degli "aspiranti professionisti" con diritto ad una indennità annuale di addestramento tecnico (a valere dalla stagione 1983/84);
- riconoscimento del principio di una percentuale minima di spettanza (20%) per i calciatori sugli introiti pubblicitari delle società (normativa poi ratificata nel luglio '84).

12 luglio 1983
- revoca immediata del provvedimento che prevede il "tetto sugli ingaggi" adottato d'autorità in data 9 giugno dal Consiglio Federale;
- creazione dell'Ufficio del Lavoro con il compito di agevolare la collocazione dei calciatori a fine contratto (il comunicato ufficiale verrà emanato il 28 gennaio '84);
- aumento dei massimali Enpals e del Fondo di fine carriera.

26 luglio 1984
- prescrizione dopo due anni del diritto delle società all'indennità di preparazione e promozione (prima erano tre);
- si specifica che il diritto all'indennità non nasce per la società che stipula il contratto con un calciatore il quale non porti parametro (escluso il caso del primo contratto)
- riduzione del coefficiente per il calcolo dell'indennità nella misura del 25% per il calciatore dell'età di trent'anni compiuti in poi (a valere dalla stagione sportiva 85/86 e da inserire nelle Carte Federali 1984/85);
- riconoscimento del diritto ad un indennizzo per un calciatore il cui contratto con una nuova società non venga ratificato per mancata capienza economica della stessa (nei casi di cessione del contratto, stipula di un nuovo contratto o di trasferimento in regime di vincolo; la normativa verrà poi emanata in data 11 luglio '86);
- nell'ipotesi in cui il calciatore non intenda usufruire dell'assistenza sanitaria proposta dalla società, quest'ultima sarà tenuta a concorrere alle spese relative ivi compresi interventi chirurgici, medicinali e spese di degenza in Istituti ospedalieri o Case di cura, sostenute dal calciatore, in misura non superiore a quella che avrebbe sopportato per assicurare al calciatore medesimo un'assistenza specialistica e qualificata di propria scelta (la norma verrà emanata in data 11 luglio '86).

11 luglio 1986
- rinnovo dell'Accordo Collettivo e diritto per tutti i calciatori con contratto a partecipare agli allenamenti e alla preparazione precampionato con la prima squadra.

10 ottobre 1986
- pagamento attraverso intervento straordinario della Figc dei crediti degli ex calciatori di società fallite (per un totale di L.290.000.000).

20 febbraio 1987
- accordo tra Aic e Figc per il versamento rateizzato della somma di L.500.000.000 dovuta ai calciatori di società con revoca dell'affiliazione per emolumenti riferiti alle stagioni sportive precedenti.

4 maggio 1987
- abbassamento dei "parametri" mediante: a) fissazione di un "tetto" suddiviso per scaglioni di emolumenti (a valere dal 1º luglio '88); b) abbattimento progressivo dell'indennità di preparazione e promozione in misura del 25% alla fine del girone d'andata, 50% al termine della prima stagione, 75% dopo il primo semestre della seconda stagione e azzeramento (come già previsto) dopo la seconda stagione; c) conferma in via definitiva della riduzione del 25% per gli ultratrentenni; d) limitazione delle voci concorrenti a formare il parametro agli emolumenti e premi oggettivamente determinati derivanti da accordi depositati entro il 31 dicembre di ciascun anno;
- collaborazione e finanziamento della Figc di un "Centro" per la preparazione dei calciatori senza contratto;
- conferma per la stagione sportiva 1987/88 del numero massimo di 2 stranieri tesserabili per società italiane;
- accordo per l'emanazione di una normativa federale che disciplini lo svolgimento dell'attività di procuratore;
- accordo per l'attribuzione all'Ufficio del lavoro del potere di certificazione dell'indennità di preparazione e promozione;
- accordo per la stipula di una Convenzione per la disciplina dei rapporti calciatori Figc/Aic in tema di pubblicità e sponsorizzazione della Nazionale (la convenzione verrà siglata il 27 ottobre '87);
- possibilità a partire dalla stagione 1987/88 di allungare il contratto oggetto di cessione;
- modifica, dal 1º luglio '87, dell'art. 39/c del R.O. al fine di consentire ai calciatori giovani di serie in prestito di stipulare un contratto professionistico con la società cessionaria.

13 aprile 1988
- apertura al terzo straniero in serie A (a decorrere dalla stagione sportiva 1988/89) a fronte delle seguenti concessioni:

a) nuova normativa relativa ai "parametri" alla luce delle complesse problematiche che sorgono dalla coesistenza del "parametro Uefa" e di quello italiano (a valere dal 1º luglio 1989);
b) mantenimento dello stesso organico della serie C;
c) aumento di contributi per la serie C1 e C2:
d) costituzione di un Fondo di Garanzia atto a far fronte al pagamento degli emolumenti insoddisfatti dei calciatori tesserati per società cui sia stata revocata l'affiliazione alla Figc.
giugno 1989
- accordo tra Aic e Figc per il versamento di L.150.000.000 dovuta ai calciatori di società con revoca dell'affiliazione per emolumenti riferiti alle stagioni sportive precedenti.

1º settembre 1989
- i massimali dell'Enpals vengono elevati da L.3.600.000 a L.8.190.000.

22 febbraio 1990
- costituzione del "Fondo di Garanzia" (Figc/Leghe/Aic/Aiac) atto a far fronte al pagamento degli emolumenti insoddisfatti dei calciatori tesserati per società cui è stata revocata l'affiliazione alla FIGC.

28 febbraio 1990
- entrata in vigore del Regolamento che disciplina l'attività del Procuratore Sportivo.

7 marzo 1990
- rinnovo tra Figc/Leghe/Aic dell'Accordo Collettivo con allegato il Contratto Tipo e la procedura per il funzionamento del Collegio Arbitrale. Le modifiche più interessanti riguardano: a) inasprimento delle sanzioni a carico delle società inadempienti all'obbligo di far partecipare i calciatori sotto contratto alla preparazione precampionato e agli allenamenti; b) obbligo delle società ad assicurare i calciatori contro gli infortuni solo con compagnie di primaria importanza; c) adeguamento per i contributi per l'indennità di fine carriera (6,25% a carico della società, 1,25% a carico del calciatore); d) introduzione al Fondo di fine carriera del "conto individuale" (dal 1º luglio 1989 rivalutazione degli importi versati per i singoli calciatori in base al rendimento dei capitali investiti dal Fondo); e) istituzione del "ricorso d'urgenza" per permettere ai calciatori di ottenere dal Collegio provvedimenti in tempi più brevi.

2 aprile 1990
- accordo Figc/Leghe/Aic per la nuova normativa sui "parametri" (sensibile abbassamento).

9 aprile 1990
- revoca, da parte della Figc, della delibera che prevedeva il tesseramento di 1 straniero in serie B per la stagione sportiva 90/91.

31 maggio 1990
- emanazione della normativa definitiva relativa al riconoscimento per i calciatori senza contratto il diritto a percepire la cosiddetta "indennità di mancata occupazione".

14 gennaio 1991
- erogazione, da parte del Fondo di Garanzia, di un importo di circa L. 850.000.000 per gli ex tesserati delle società estromesse dal campionato di competenza per inadempienze.

10 luglio 1991
- ripristino delle deroghe per gli ex professionisti per il tesseramento nel Campionato Nazionale Dilettanti.

20 dicembre 1993
- intesa di collaborazione tra Aic e Associazione Italiana Allenatori al fine di perseguire obiettivi comuni.

14 dicembre 1994
- equiparazione tra inattività e revoca dell'affiliazione che permette agli ex calciatori di società inattive o non iscritte ad alcun campionato organizzato dalla Figc di accedere al Fondo di Garanzia e all'indennità di preparazione e promozione 30 aprile 1995
- pagamento da parte del Fondo di Garanzia di oltre 10 miliardi per circa 200 calciatori di società revocate al termine della stagione 92/93.

28 giugno 1995
- accordo Figc/Leghe/Aic per il nuovo Statuto Fondo di Garanzia e per il pagamento degli stipendi non pagati dalle società estromesse dai campionati di competenza nella stagione 93/94.

6 maggio 1996
- a fronte dello sciopero attuato dai calciatori di serie A il 16 e 17 marzo 1996, accordo CONI/Figc/ Leghe/ Aic/Aiac per:

a) costituzione di una commissione mista di studio che esamini la via da seguire per arrivare alla modifica della legge istitutiva del coni per il diritto di voto attivo e passivo ad atleti e tecnici;
b) azzeramento dell'indennità di preparazione e promozione per i trasferimenti all'interno del mercato italiano per tutti i giocatori di Serie A, B, C1, C2 in scadenza di contratto;
c) pagamento da parte del Fondo di Garanzia degli emolumenti per gli oltre 200 calciatori appartenenti a società estromesse nella stagione '93-'94 (10 miliardi circa);
d) limite di tre calciatori provenienti da Paesi non facenti parte dell'UE tesserabili ed utilizzabili per la Serie A. Uno per la B.
13 novembre 1997
- approvazione del testo definitivo dello Statuto del Fondo di Garanzia.

1º gennaio 1998
- entrata in vigore del nuovo Regolamento dei Procuratori Sportivi.

9 luglio 1999
- approvazione del cosiddetto "Decreto Melandri" che sancisce il raggiungimento del diritto di elettorato attivo e passivo per atleti e tecnici, in particolare negli organi direttivi del CONI e delle singole Federazioni Sportive in percentuale non inferiore al 30%.

10 aprile 2000
- l'Assemblea Generale delibera di estendere la tutela sindacale Aic a tutti i tesserati delle società appartenenti al settore dilettanti, calcio femminile e calcio a cinque.

28 dicembre 2001
- primo "storico" Consiglio federale a Roma, convocato subito dopo l'elezione del nuovo Presidente della Figc Franco Carraro, con la presenza di calciatori e tecnici.

14 maggio 2002
- Il Consiglio Federale del 14 maggio ratifica l'intesa raggiunta da Aic e Lega Dilettanti che prevede l'abolizione graduale del vincolo e la tutela degli accordi economici per i calciatori dilettanti (comprendendo con questo termine naturalmente anche i calciatori di Calcio e 5 e le calciatrici del Calcio Femminile). Dal 1º giugno 2002 cade il concetto di vincolo.

giugno 2002
- L'Aic ottiene l'abolizione del provvedimento con cui si era reso obbligatorio l'impiego dei calciatori giovani in serie C.

giugno 2003
- Per quanto concerne il settore dilettanti, l'Aic ottiene ulteriori miglioramenti alla normativa in materia di svincolo e deposito dell'accordo economico.

21 ottobre 2004
- Aic e Lega Nazionale Dilettanti firmano un protocollo d'intesa che individua con precisione materie di interesse comune e fissa dei principi guida ai quali l'Aic e soprattutto la LND dovranno conformare le rispettive attività istituzionali in previsione di possibili future modifiche regolamentari.

1º febbraio 2007
- Entra in vigore il nuovo Regolamento degli Agenti, nettamente migliorativo rispetto al precedente.